# Pierre Stamos
Pierre Stamos (Chamonix, 14 febbraio 1941) è un ex sciatore alpino francese.

## Biografia
Membro della nazionale francese che dominò lo sci alpino tra gli anni 1960 e i primi anni 1970, Pierre Stamos, sciatore polivalente originario di Argentière, debuttò in campo internazionale in occasione del Grand Prix du Printemps 1957 (Méribel/Courchevel, 28-31 marzo), classificandosi 23º nello slalom gigante e 23º e 33º nei due slalom speciali; nel 1960 si piazzò 3º nella discesa libera e 2º nello slalom gigante e nella combinata della 3-Tre (Madonna di Campiglio, 12-14 febbraio), nel 1964 fu 2º nello slalom speciale del Grand Prix du Savoie (Méribel, 20-22 marzo), nel 1965 vinse la discesa libera della Coppa dei Paesi alpini (Davos, 9-15 febbraio) e l'anno dopo ai Mondiali di Portillo 1966 (5-14 agosto), sua unica presenza iridata, si classificò 5º nella discesa libera, la sola gara alla quale partecipò.
Nel 1967 partecipò alla prima edizione della Coppa del Mondo ed esordì il 14 gennaio a Wengen in discesa libera (12º); nella stagione seguente nel massimo circuito internazionale conquistò il suo miglior risultato, il 21 gennaio 1968 a Kitzbühel in slalom speciale (11º), e prese per l'ultima volta il via, il 24 febbraio a Chamonix in discesa libera: in quella gara subì un infortunio che pose termine alla sua carriera agonistica. Non prese parte a rassegne olimpiche.

## Palmarès

### Classiche
Coppa dei Paesi alpini
- 1 vittoria (discesa libera a Davos 1965)

### Campionati francesi
- 2 medaglie:
  - 2 argenti (discesa libera nel 1965[10]; discesa libera nel 1966)[11]